# Alexander Walker Ogilvie
Alexander Walker Ogilvie (ur. 7 maja 1829, zm. 31 marca 1902) – kanadyjski przedsiębiorca, oficer, polityk, filantrop i promotor sportu.

## Życiorys
Alexander Walker był najstarszym z jedenaściorga dzieci Alexandra Ogilvie, właściciela młyna zbożowego. Młyn jego ojca stał się punktem wyjścia dla stworzenia olbrzymiego przedsiębiorstwa zbożowego, prowadzonego przez Williama, Johna i samego Alexandra Walkera. Alexander jako najstarszy z braci, początkowo zajmował się stroną finansową przedsiębiorstwa i innowacjami technologicznymi. Jedną z nich, było podpatrzone w czasie podróży na Węgry (w tamtych czasach kraj przodujący w technologii młynarskiej), zastosowanie stalowych bębnów, zamiast kół kamiennych w młynach Ogilvie Flour Mills. Innowacja ta uczyniła mąkę Ogilivie najlepszym kanadyjskim produktem tego typu.
Z czasem wraz ze zwiększonym zaangażowaniem się w sprawy firmy młodszego brata Williama, Alexander Walker coraz więcej czasu zaczął poświęcać karierze politycznej. W latach 1856–1860 Alexnader był członkiem kanadyjskiej milicji. W czas jego służby przypadł na okres zagrożenia agresją fenian z południa. Alexander, jak i jego młodsi bracia, brał udział w szeregu potyczek z agresorami. W służbie wojskowej dosłużył się stopnia podpułkownika.
W polityce związał się z partią konserwatywną. Był bliskim współpracownikiem Thomasa D’Arcy’ego McGee. Przez długie lata zasiadał w radzie miejskiej Montrealu. Gdy w 1875 wybuchły zamieszki na tle narodowym, wbrew burmistrzowi sprowadził oddziały milicji, które zapobiegły wybuchowi zamieszek.
Alexander Walker Ogilvie był pionierem systemu ubezpieczeniowego w Kanadzie. Został jednym z założycieli i współwłaścicielem, działającego do dziś Sun Life Insurance. W swej działalności charytatywnej zaangażowany był w tworzenie ubezpieczalni dla ludzi ubogich i pokrzywdzonych takich jak: Montreal Workingman's Mutual Benefit i Widows of the Mount Royal Provident Society.
Ogivlie zmarł w 1902 na zapalenie płuc.